# Saltara
Saltara este o comună din provincia Pesaro e Urbino, regiunea Marche, Italia, cu o populație de 6.966 locuitori (1 ianuarie 2017) și o suprafață de 9,99 km².

## Demografie
Saltara - evoluția demografică

|  | Graficele sunt indisponibile din cauza unor probleme tehnice. Mai multe informații se găsesc la Phabricator și la wiki-ul MediaWiki. |

Date: Recensăminte sau birourile de statistică - grafică realizată de Wikipedia